# 陽向菜友
陽向 菜友（ひなた なゆ、2000年6月29日 - ）は、日本の女優。フリー。東京都出身。

## 来歴
2013年9月まで、劇団ひまわりに所属していた。元、ノーメイク所属・青SHUN学園（2013年10月 - 2016年5月）。SoLaDo Girls! 3期生（2013年）。2021年11月から2024年6月まで、アイドルグループ「Re:verie」メンバーの陽向菜友として活動していた。

## 人物
- 好きな食べ物：牛タン、ハンバーグ、ラーメン
- 愛称：なゆなゆ

## 出演

### 舞台
2009年 - 2015年
- ウェストエンド「リカ」（2009年8月7日 - 16日、ウェストエンドスタジオ） - 本間亜矢 役
- 文学座「女の一生」（2010年3月1日 - 10日、俳優座劇場） - 知栄（少女時代） 役
- オーサーブル企画「二十四の瞳」 -  西口ミサ子 役
  - 湘南台公演（2012年3月15日、湘南台文化センター市民シアター）
  - 東京公演（2012年3月17日 - 18日、ティアラこうとう大ホール）
  - 小豆島公演（2012年3月28日、小豆島オリーブ公園サン・オリーブ / 3月30日 - 31日、土庄町中央公民館）
  - 東京公演（再演）（2012年7月27日、渋谷区文化総合センター大和田さくらホール）

- 郡司行雄プロデュース「足長おじさん〜ジュディ〜」（2015年5月26日 - 31日、世田谷・APPLAUSEシアター） - 主演 ジュディA 役
- 郡司行雄プロデュース「チャンス☆2015」（2015年11月26日 - 29日、新宿・サンモールスタジオ） - 主演 片桐麗 役

2016年
- アリスインプロジェクト
  - 「みちこのみたせかい」風組（2016年5月5日 - 8日、新宿村LIVE） - 林真央 役
  - 「時空警察クロノゲイザー」空組（2016年7月6日 - 10日、六行会ホール） - 田中梨恵 役
  - 「アリスインデッドリースクール PARADOX」光組（2016年8月11日 - 21日、シアターKASSAI） - 猪狩薫 役
  - 「GIRLS TREK」（2016年12月7日 - 11日、新宿シアターブラッツ） - ピーチ 役

2017年
- アリスインプロジェクト
  - 「真説・まなつの銀河に雪のふるほし」星組（2017年1月11日 - 15日、六行会ホール） - セレスト 役
  - 「DANCE DANCE DANCE! 踊りが丘学園〜これが私の舞活動〜」（2017年2月9日 - 19日、シアターKASSAI） - 遼子 役
  - 「イマジカル・マテリアル」（2017年3月15日 - 20日、新宿村LIVE） - 仲町ヤスミ 役
  - 「名探偵はじめました! 2017」（2017年5月3日 - 8日、新宿シアターブラッツ） - 曽我瞳 役
  - 「クォンタムドールズ2017」（2017年7月5日 - 9日、六行会ホール） -  小烏丸 役
  - 「バックイン・ミレニアム」（2017年8月9日 - 16日、新宿村LIVE） - 佐倉愛理 役
  - 「終わらない歌を少女はうたう」（2017年9月13日 - 18日、新宿村LIVE） - 野見山真琴 役
  - 「アリスインデッドリースクール・ノクターン」（2017年10月4日 - 9日、新宿村LIVE） - 巣宮春菜 役

- フライドBALL企画
  - 「やりなおしに決めた」（2017年10月26日 - 29日、明石スタジオ） - 西本さくら 役
  - 「マクラが終われば」（2017年12月21日 - 24日、明石スタジオ） - 神楽家蜜柑 役

2018年
- アリスインプロジェクト「ゼロヨンヨンの終電車2018」（2018年1月10日 - 14日、新宿村LIVE） - 田島東子 役
- MAGES.「時空警察SIG-RAIDER シグレイダー」（2018年1月31日 - 2月4日、ラゾーナ川崎プラザソル） - モナミ・モカ 役
- アリスインプロジェクト「続・魔銃ドナー」（2018年4月11日 - 15日、新宿村LIVE） - エイミー 役
- アリスインプロジェクト「ダンスライン♪TOKYO」（2018年5月9日 - 13日、六行会ホール） - 瑞江理沙 役
- アリスインプロジェクト「降臨Hearts」（2018年7月11日 - 16日、新宿村LIVE） - シュウ 役
- アリスインプロジェクト「最果ての星」（2018年8月23日 - 9月2日、シアターKASSAI） - 堤下美鈴 役
- JQ「カレシがふたりになっちゃった!」（2018年12月22日 - 23日、AKIBAカルチャーズ劇場） - ミミ 役

2019年
- 劇団ドリームプリンセス「カーテンコール〜この想い、届け!〜」（2019年3月28日 - 31日、新宿村LIVE） - ミチ 役
- Bixbite Create「堕天使は薄い本を閉じて」（2019年5月2日 - 6日、テアトルBONBON） - TEAM内回り W主演・新橋美愉 役
- エアースタジオ「GO,JET!GO!GO!Vol.2〜浮気なJETのパレットキャット〜」（2019年5月16日 - 20日、東日本橋・A-Garage） - Cチーム 美月 役
- 121841produce「ブアメード」（2019年7月4日 - 7日、築地本願寺ブディストホール） - 古幡舞 役
- 朝倉薫プロデュース「スタントウーマン!」那智組（2019年8月7日 - 12日、築地本願寺ブディストホール） - 栗本晴海（助監督） 役
- BAlliSTA「IMPRESSION vol.7」（2019年10月12日 - 14日、こった創作空間）
- E-Stage Topia「ペトリコール」team RGT（2019年11月28日 - 12月8日、劇場HOPE） - 高沼沙輝 役
- 劇団皇帝ケチャップ「何も変わらない今日という日の始まりに」Team海（2019年12月18日 - 22日、ザ・ポケット） - 小日向美舞 役

2020年
- 劇団粋雅堂「NIGH」（2020年1月16日 - 19日、シアターKASSAI） - グレース 役
- アリスインプロジェクト「アリスインデッドリースクール永遠」（2020年4月1日 - 2日、新宿シアターブラッツ） - 界原依鳴 役

2021年
- 劇団25、6時間「いつか手に取るその日に～dumu.ene. ga.ak～」（2021年10月16日 - 17日、萬劇場） - 高梨唯慈 役

2022年
- Studio K'z「スーパーマンガ大戦MAX」（2022年12月14日 - 18日、池袋・シアターKASSAI） - イエロー 役

2023年
- Studio K'z「正典・まなつの銀河に雪のふるほし」（2023年9月13日 - 18日、池袋・シアターKASSAI） - 睦月遥 役

2024年
- Studio K'z×アリスインプロジェクト「終わらない歌を少女はうたう～エターナルメロディー2024～」（2024年9月19日 - 23日、シアター風姿花伝） - 熊谷時代 役
- Studio K'z「召喚アウトロー」（2024年12月4日 - 8日、大塚・萬劇場） - 牛鬼つばき 役

### 映画
- 凍える鏡（2008年、監督：大嶋拓）
- なくもんか（2009年、監督：水田伸生）
- オッドエンタテインメント「クロノゲイザー 時空の結び目[40]」（2017年8月、監督：畑澤和也） - 田中梨絵 役
- アリスインプロジェクト「アリスインデッドリースクール・アジタート[41]」（2017年10月、監督：山岸謙太郎） - 巣宮春菜 役

### テレビ
- NHK「ひらけ! 魔法の扉〜いっしょに歌おう夢のうた〜」（2008年）
- NHK「時々迷々」28回「さがしもの」（2010年）
- 毎日放送「イチハチ」（2011年3月） - 幼少時代の戸田れい 役

### PV
- GRAPEVINE「ジュブナイル[42]」（2008年）
- MISIA「星のように…[43]」（2009年）
- FUNKY MONKEY BABYS「ヒーロー[44]」（2009年）
- 環境省「カーボン・オフセット[45]」（2011年）

### ネット配信
- アリスインプロジェクト『オンライン学園バラエティ「アイガク！LIVE」』（2020年7月、YouTube、ニコニコ生放送）[46][47]
- アリスインプロジェクト『アイガク夏フェス・オンライン』（2020年8月8日 - 9日、ZAIKO）[48]
  - 学園バラエティ「アイガク・ライブ」（2020年8月8日）
  - 学園バトル「アイガク・バトラーズ」（2020年8月9日）
  - 演劇ワークショップ体験「アイガク・ワークショップ」（2020年8月9日）
- アリスインプロジェクト『ドナーイレブン&秋フェスオンライン』（2020年10月1日 - 11日、ZAIKO）[49]
  - オンライン心理バトル「ドナーイレブン」～リモートコンサルテーション～（2020年10月1日 - 11日）
  - 舞台上映&キャストトーク（2020年10月3日）
  - ワークショップ生配信（2020年10月8日）
  - 「アイガク・バトラーズ」6vs6オンライン学園バトル（2020年10月10日）
- アリスインプロジェクト『アイガク！冬フェス・オンライン』（2020年12月18日 - 30日、ZAIKO）[50]
  - 6vs6の真剣バトル「アイガク・バトラーズ」（2020年12月18日、30日）
  - おなじみ学園バラエティ「アイガク・ライブ」（2020年12月28日）
  - アイガク・ワークショップ（2020年12月28日）
- アリスインプロジェクト『アイガク2021&デッドリー永遠フェス』（2021年2月26日 - 3月21日、ZAIKO）[51]
  - おなじみ学園バラエティ「アイガク・ライブ」（2021年3月12日）
  - 2チーム対抗戦の真剣バトル 「アイガク・バトラーズ」（2021年3月21日）
- アリスインプロジェクト『アイガク!バトラーズ&ストーリーズ』「アイガク・バトラーズ」（2021年5月15日、ZAIKO）[52]

## 作品

### CD
- モモノメグミ「ここにおいでよ」（2015年2月） - 生活協同組合コープやまぐち創立50周年記念CMタイアップソング

## ユニット
- Oh☆Campee（2012年3月 - 2013年9月）[53]※詳細はOh☆Campeeの項を参照。
- 青SHUN学園（2013年10月 - 2016年11月）[54] ※詳細は青SHUN学園の項を参照。
  - モモノメグミ（2014年1月 - 2015年6月） - 青SHUN学園研修生ユニット[55][56]
- Re:verie（2021年11月[57] - 2024年6月[58]）